# Central Plaza
Central Plaza es un rascacielos de 78 plantas y 374 m de altura, completado en 1992 en el 18 de Harbour Road, en Wan Chai, Isla de Hong Kong en Hong Kong, China. Es el tercer rascacielos más alto de la ciudad tras el 2 IFC en Central y el ICC en Kowloon Occidental. Fue el edificio más alto de Asia desde 1992 hasta 1996, cuando se completó el Shun Hing Square en Shenzhen, China. Central Plaza sobrepasó a la Torre del Bank of China convirtiéndose en el edificio más alto de Hong Kong, título que mantuvo hasta la finalización del Two International Finance Center.
Central Plaza era también el edificio de hormigón armado más alto del mundo, hasta que fue superado por el CITIC Plaza, en Cantón. El edificio tiene una planta triangular. En la parte superior de la torre hay un reloj de neón de cuatro barras que indica la hora mostrando diferentes colores en intervalos de 15 minutos, parpadeando en el cambio de cuarto.
En la cima de la aguja del edificio está instalado un anemómetro, que está a 378 m s. n. m. La aguja tiene una altura de 102 m. También contiene la iglesia a más altura del mundo dentro de un rascacielos, Sky City Church.

## Diseño

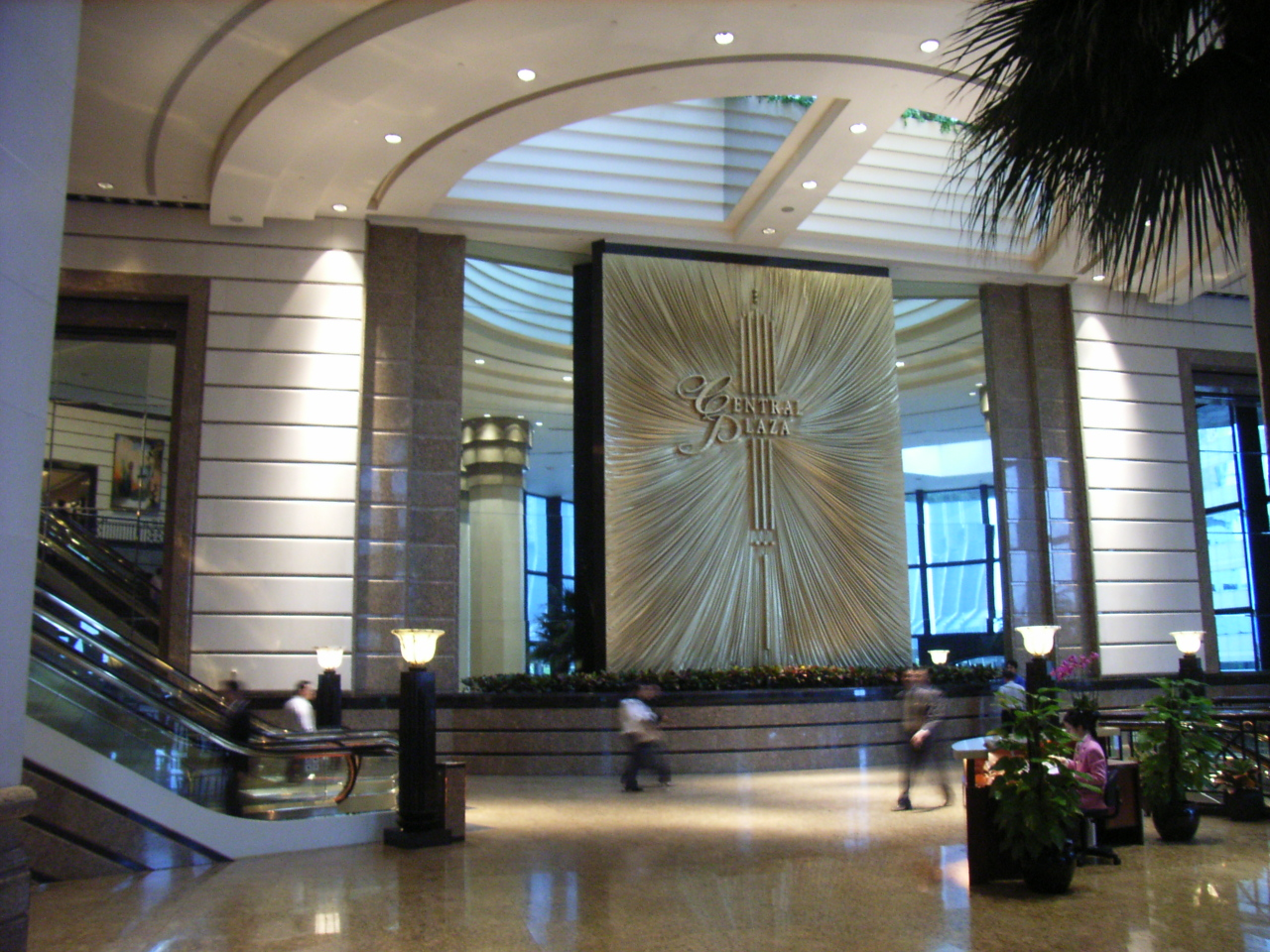
El vestíbulo principal

Central Plaza se compone de dos componentes principales: una torre de oficinas de 368 m de altura y un podio de 30,5 m de altura conectado a ella. La torre está formada por tres secciones: una base de 30,5 m de altura que contiene la entrada principal y los espacios públicos de circulación; un cuerpo principal de 235,4 m de altura que contiene 57 plantas de oficinas, un gran salón en el ático y cinco plantas técnicas; y la coronación que consiste en seis plantas técnicas y una aguja de 102 m de altura. 
La zona pública en la planta baja, junto con la zona de asientos pública, forma un jardín de 8 400 m² con una fuente, árboles y suelo de piedra artificial. El podio no contiene comercios. La primera planta es una vía pública para tres puentes peatonales que conectan el Metro, el Centro de Convenciones y Exhibiciones y el China Resource Building. Al convertir estos espacios para uso público, el edificio consiguió un 20% más de edificabilidad como bonus. La forma de la torre no es totalmente triangular, porque sus tres esquinas están achaflanadas para proporcionar mejor espacio de oficinas.

## Restricciones de diseño

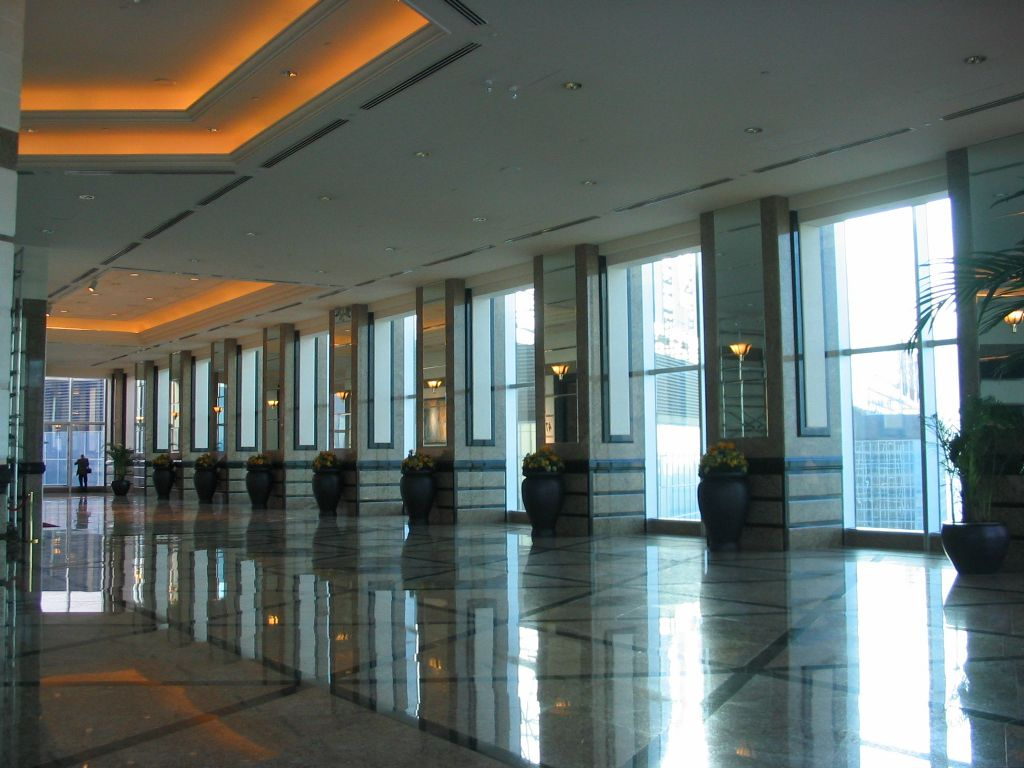
El sky lobby

### Planta triangular
El edificio fue diseñado con forma triangular porque consigue que un 20% más de las oficinas disfruten las vistas del puerto, comparado con edificios de forma cuadrada o rectangular. Desde un punto de vista arquitectónico, esta disposición puede conseguir una mayor utilización de la superficie, ofreciendo oficinas libres de columnas internas con una profundidad de 9 a 13,4 metros y una eficiencia global de superficie útil del 81%. Sin embargo, la planta triangular provoca que la unidad de tratamiento de aire en el núcleo también tenga una configuración triangular con espacio limitado. Esto hace inviable la adopción de un AHU estándar. Además, todos los conductos, cables y tuberías del aire acondicionado dentro del núcleo tienen que ser comprimidos en un pasillo muy estrecho y congestionado por el falso techo.

### Edificio superalto
Como el edificio está situado frente al Centro de exhibiciones y convenciones, la única manera de conseguir más vistas del mar desde el edificio y que no sea obstruido por otros edificios vecinos es construirlo lo suficientemente alto. Sin embargo, un edificio alto trae muchas dificultades de diseño estructural y de servicios, por ejemplo, la presión excesiva en los sistemas de agua, cortes en las líneas de alta tensión y largas distancias de transporte vertical. Todos estos problemas pueden aumentar el coste de los sistemas del edificio y perjudicar la seguridad del funcionamiento del edificio.

### Altura máxima del techo
Como práctica general, para lograr una altura neta de 2,6 a 2,7 m se necesita una altura de planta a planta de 3,9 a 4 m. Sin embargo, por la alta carga de viento de Hong Kong en un rascacielos superalto, un aumento en la altura del edificio de un metro aumentaría el coste de la estructura en más de 1 millón de dólares de Hong Kong (HK$). Por lo tanto, se llevó a cabo un amplio estudio y finalmente se adoptó una altura de planta de 3,6 m. Con esta solución, el ahorro estimado en el coste de las 58 plantas de oficinas estaría en torno a 30 millones HK$. Al mismo tiempo, todavía se puede conseguir una altura del techo máxima de 2,6 m en las oficinas con una cuidadosa coordinación.

### Restricciones estructurales

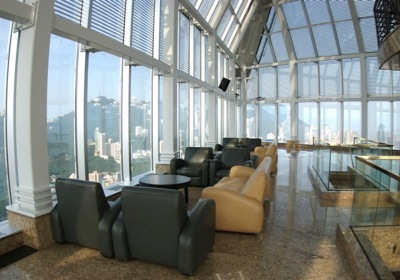
Sala de estar de Sky City Church en el ático

- La parcela es una zona recientemente emergida, y el nivel freático está a 2 metros por debajo del nivel del suelo. En el proyecto original, se contemplaban seis sótanos, por lo que surgió el diseño de un muro pantalla.
- La palabra clave del proyecto es: tiempo. Con instrucciones limitadas, el ingeniero estructural necesitaba comenzar el trabajo. El diseño del muro pantalla permitió que el sótano se construyera con el método arriba-abajo, en el que la superestructura se construye al mismo tiempo que el sótano, eliminando así el tiempo empleado en la construcción de los sótanos.
- La resistencia al viento es otro criterio de diseño importante en Hong Kong, porque es en una zona afectada por tifones. No solo la estructura tiene que poder resistir las cargas globales y la fachada resistir fuertes cargas locales, sino que el edificio también tiene que comportarse dinámicamente de una manera aceptable tal que los movimientos previstos se encuentren dentro de los estándares aceptables de confort de los ocupantes. Para asegurar que todos los aspectos del comportamiento del edificio en fuertes vientos sean aceptables, el profesor Alan Davenport realizó un detallado estudio en el túnel de viento de la Universidad de Ontario Occidental.

### Estructura de acero vs hormigón armado
La mayoría de rascacielos utilizan una estructura de acero. En el proyecto original, se aplicó un tubo en cruz con vigas primarias y secundarias que llevan cubiertas de metal con losas de hormigón armado. El núcleo también tenía una estructura de acero, diseñada para soportar cargas verticales. Más tarde, después de una revisión financiera del promotor, se decidió reducir la altura del edificio aumentando el tamaño de las plantas así como reducir los requisitos arquitectónicos de base de la torre, lo que significa que se hizo posible una estructura de hormigón de alta resistencia.
En el proyecto definitivo, se usaron columnas a 4,6 m de distancia entre centros y vigas de 1,1 m de profundidad para sustituir las grandes columnas de acero de las esquinas. La construcción utilizó el encofrado autotrepante y mesas de encofrado. Debido a la eficiencia en la construcción, la estructura de hormigón armado no tardó más en construirse que lo que hubiera tardado la de acero. Además, la estructura de hormigón ahorra  230 millones de dólares de Hong Kong (HK$) comparada con la de acero. Por lo tanto, se adoptó el hormigón armado en Central Plaza y es ahora uno de los edificios de hormigón más altos del mundo.
En la estructura de hormigón, el núcleo tiene una disposición similar al proyecto de acero y el impacto del viento es transferido del núcleo a los muros pantalla perimetrales. Para reducir la transmisión de tensiones en los muros del núcleo del sótano y en la parte superior de la base, los forjados y las vigas están separadas horizontalmente de los muros del núcleo en la planta baja, los sótanos 1 y 2 y las plantas 5 y 6.
Otra ventaja de usar hormigón armado es que es más flexible para hacer frente a cambios en la estructura, tamaño y altura.

## Ocupantes
- Kroll Inc. (planta 17)[1]
- Zoomlion Hong Kong (planta 57)
- Sun Microsystems (planta 66)[2]
- Consulado de Arabia Saudita en Hong Kong (Suite 6401, planta 64)
- AFP (planta 62)[3]
- Clyde & Co (planta 58)[4]
- Chevron (Caltex) (plantas 41 y 42)
- CB Richard Ellis (plantas 30 y 34)
- ExxonMobil (planta 23)
- Towers Watson (planta 21)[5]
- Plaskim (planta 11)[6]
- Nvidia (planta 10)[7]
- CNBC Asia (planta 54)
- Daimler AG (planta 59)
- Consulado General de Nueva Zelanda en Hong Kong (Suite 6501, planta 65)[8]
- The Economist (planta 60)[cita requerida]
- Swiss Reinsurance Company (plantas 37 y 67)[cita requerida]
- Consulado General de Italia en Hong Kong (Suite 3201, planta 32)[9]

## Galería de imágenes

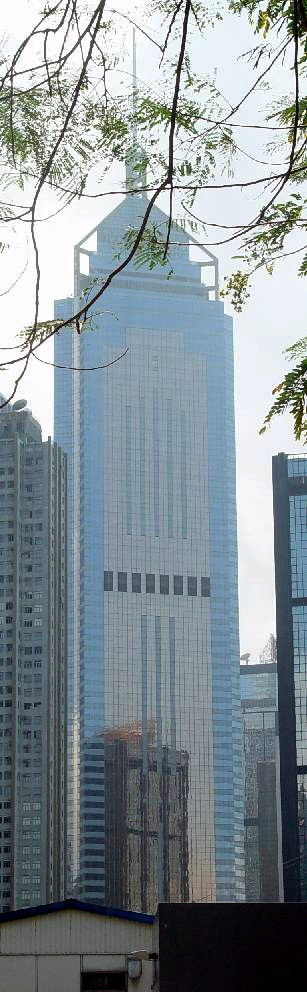
Central Plaza el 20 de abril de 2003
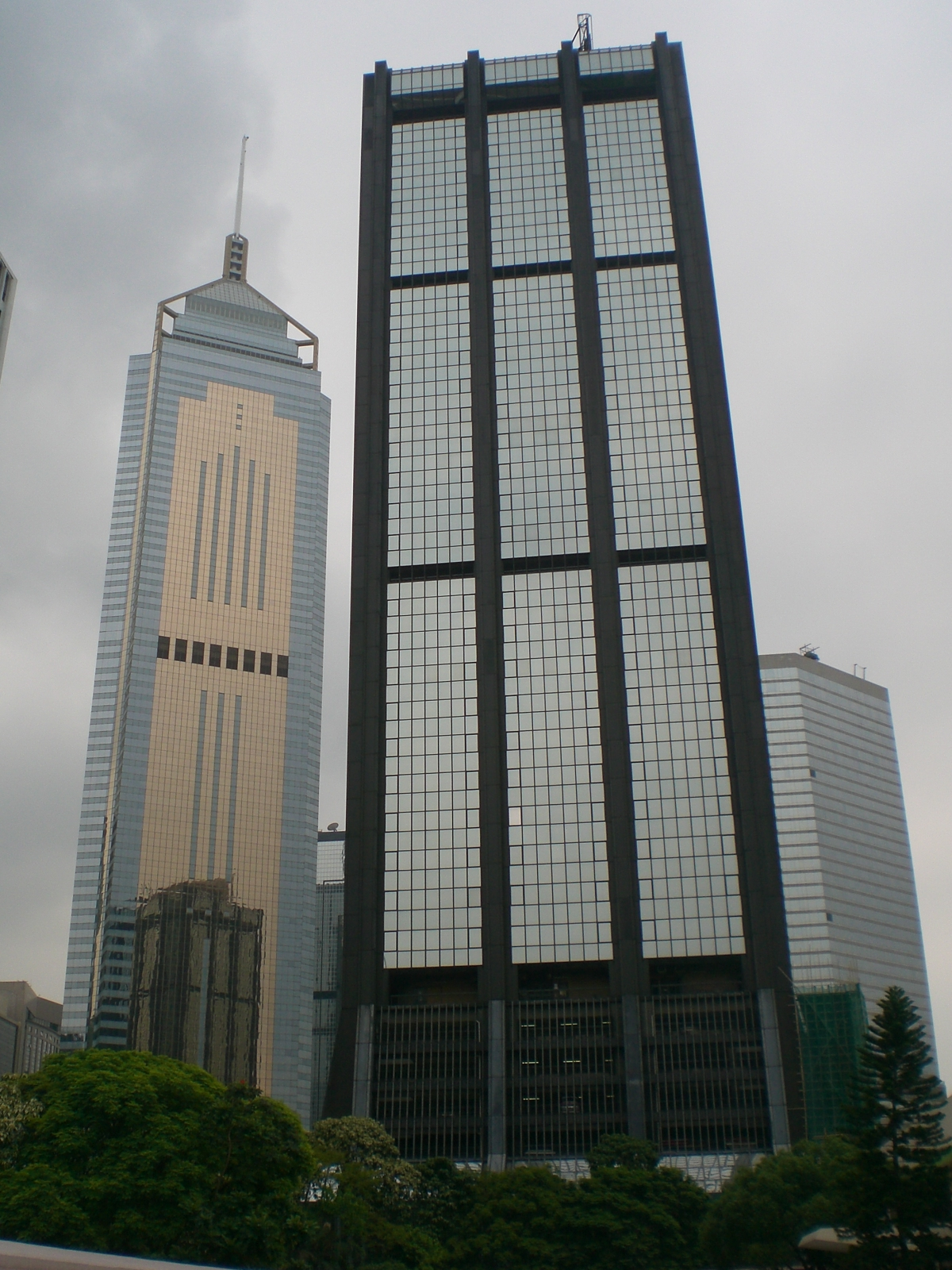
Central Plaza y el Great Eagle Centre, el 19 de mayo de 2007
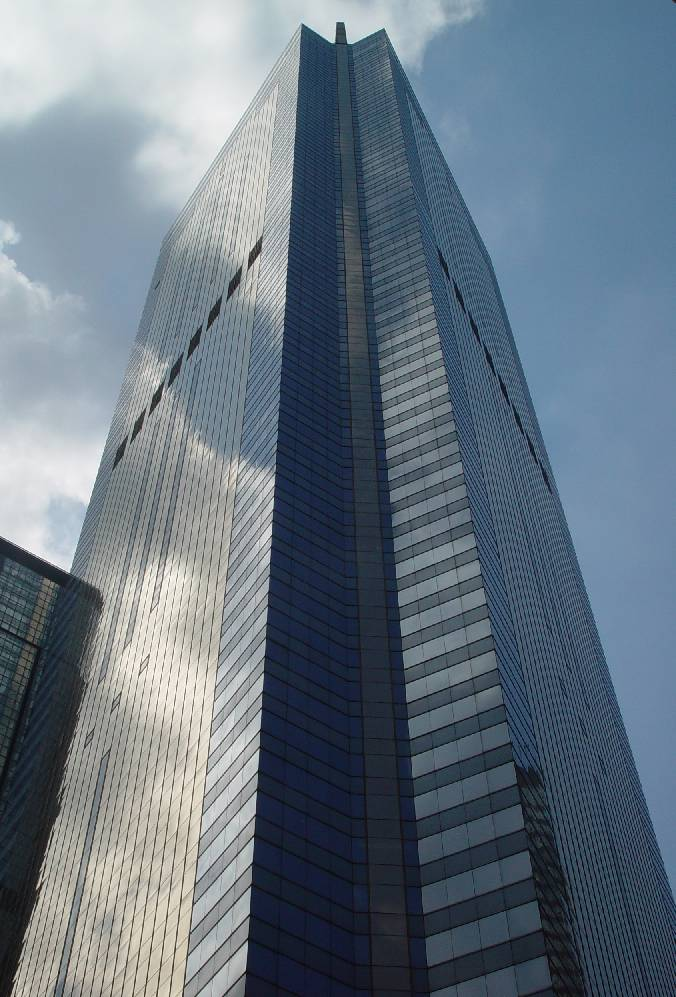
La planta triangular de Central Plaza, 20 de abril de 2003
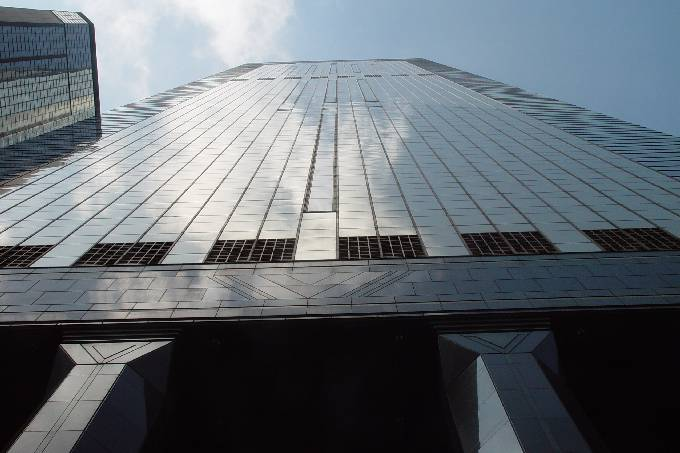
Imagen vertical de Central Plaza, 20 de abril de 2003
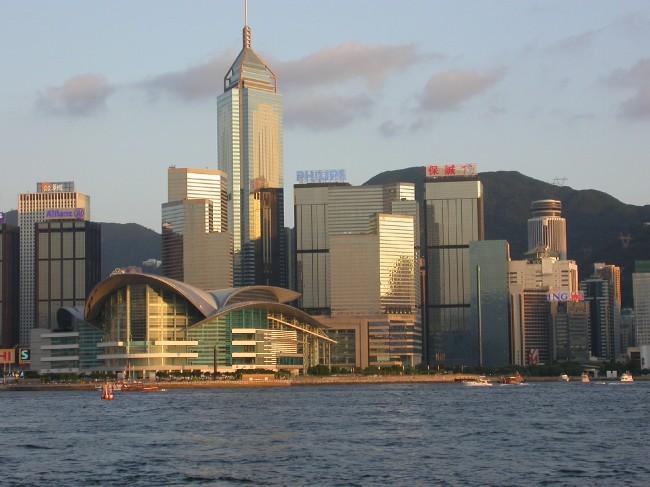
Vista de la ribera de Wanchai con el Centro de exhibiciones y convenciones de Hong Kong en primer plano y Central Plaza detrás de él, agosto de 2005
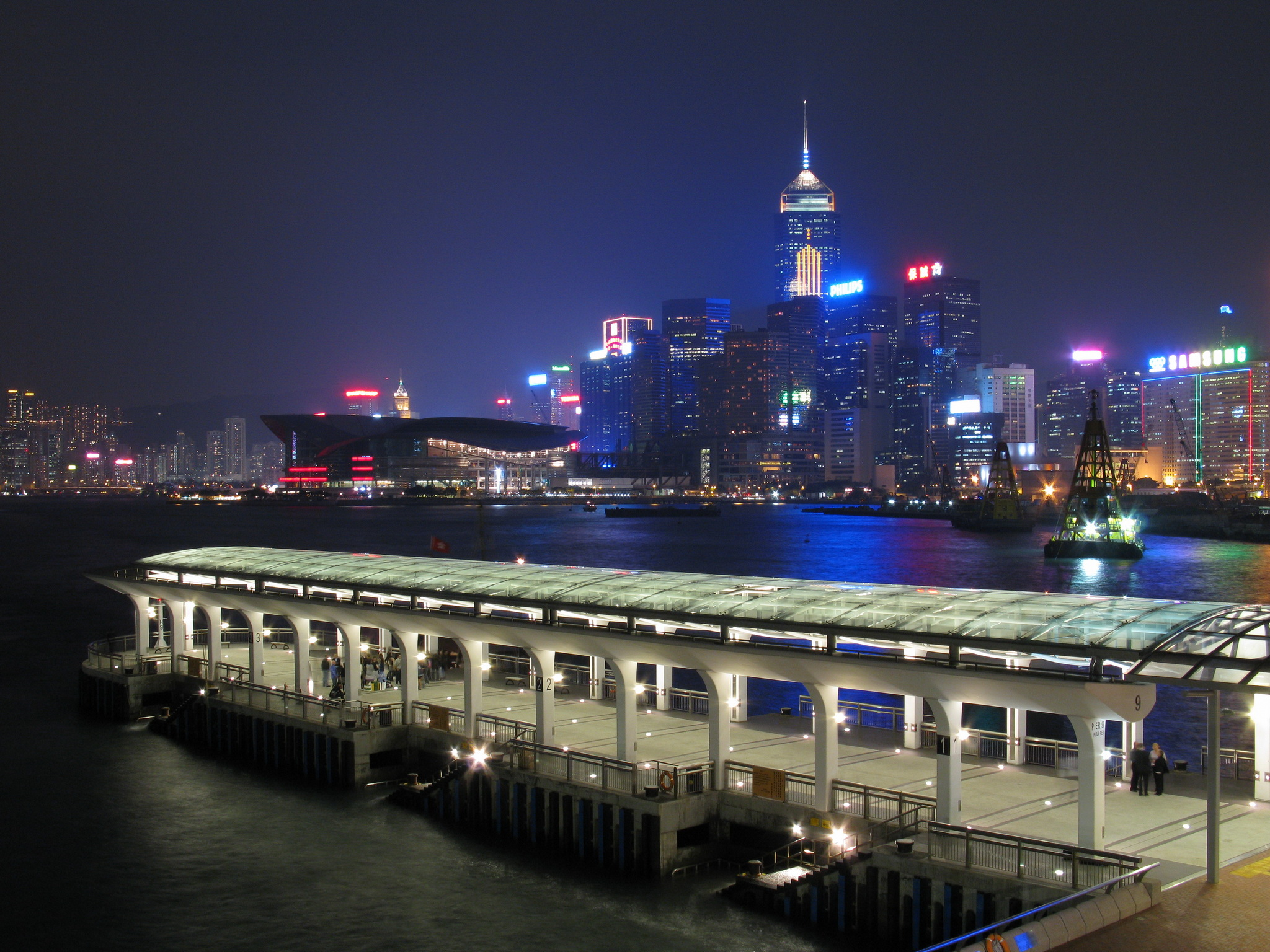
Vista de la ribera de Wanchai desde Muelle Central, noviembre de 2007
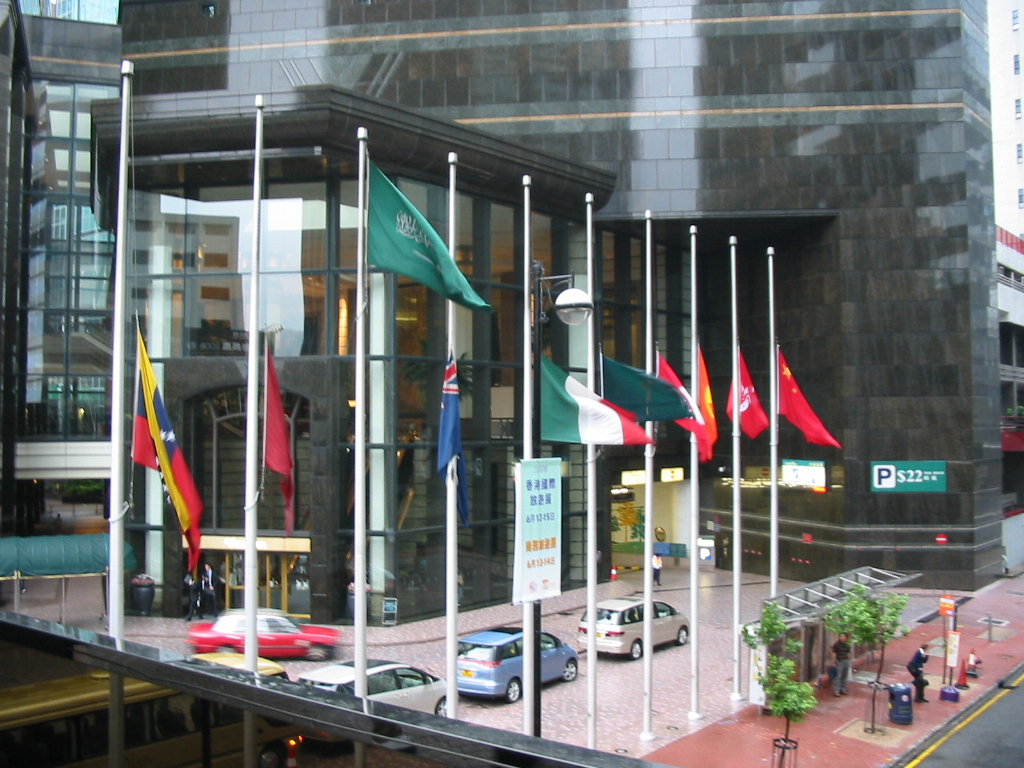
Banderas a media asta al pie de Central Plaza